# John Green (écrivain)
Pour les articles homonymes, voir John Green et Green.
Œuvres principales
- Nos étoiles contraires (2013)
- Tortues à l'infini (2017)
- La Face cachée de Margo (2009)
- Qui es-tu Alaska ? (2007)
- Bienvenue dans l'anthropocène : chroniques sensibles des choses humaines (en) (2021)

John Green, né le 24 août 1977 à Indianapolis (Indiana), est un écrivain américain, auteur de livres pour jeunes adultes. Ils relatent les aventures d'adolescents et leurs tourments liés à l'adolescence,.
Son choix d'écrire des livres avec pour héros des adolescents vient du fait que cette période a été très difficile pour lui : « Une des raisons pour lesquelles j'écris sur l'adolescence est justement le fait que ça a été dur pour moi. Les expériences difficiles que j'ai vécues à cette époque ont laissé des traces […] À cet âge, on doit régler nos problèmes nous-mêmes, et je ne savais pas le faire. C'est en partie l'intensité de ces expériences qui fait que j'aime y revenir dans mon travail d'écriture. »
En 2012, il est numéro un de la liste des meilleures ventes du New York Times pour Nos étoiles contraires.
Le magazine Time le place dans sa liste des « 100 personnes les plus influentes du monde » en 2014,.
John Green est actif sur X avec plus de 4,5 millions d'abonnés.

## Biographie

### Jeunesse et carrière
John Green est né à Indianapolis, en Indiana. Trois semaines après sa naissance, sa famille a déménagé au Michigan, puis à Birmingham en Alabama, et enfin à Orlando en Floride,. Il a fréquenté la Glenridge Middle School et la Lake Highland Preparatory School à Orlando, puis l'Indian Springs School près de Birmingham, en Alabama, où il a obtenu son diplôme en 1995. Son premier livre, Qui es-tu Alaska ?, paru en 2005, a été largement inspiré de son expérience à la Indian Springs School. Il a parlé des rejets et brimades qu'il a subies et de la façon dont elles ont rendu malheureuse sa vie d'adolescent.
Il fait ses études universitaires à Kenyon College, dans l'Ohio, et il y obtient en 2000 un double diplôme, en anglais et études religieuses.
Il s'installe à Chicago et choisit de s'orienter vers la critique littéraire et la radio après avoir été 6 mois aumônier dans un hôpital pour enfants atteints de maladies incurables,.
John Green a vécu plusieurs années à Chicago, où il a travaillé pour le journal de critique littéraire Booklist, en tant qu'assistant d'édition, alors qu'il écrivait Qui es-tu Alaska ?. Durant cette période, il critique des centaines de livres, en particulier de la fiction et des livres sur l'islam ou les jumeaux siamois. Il a également analysé des livres pour la Critique Littéraire du New York Times et écrit pour All Things Considered une émission de la National Public Radio et WBEZ, la station de radio publique de Chicago. Green a vécu deux ans à New York pendant que sa femme complétait son troisième cycle universitaire.

### Écrivain
Son premier roman, Qui es-tu Alaska ? publié en 2005 reçoit le prix Michael L. Printz 2006, et est classé dans le top 10 des meilleurs livres de l’American Library Association. Les droits du film sont acquis par Paramount en 2005, mais la production du film a finalement été abandonnée après l'écriture du script. Une mini-série, Looking for Alaska, voit finalement le jour en 2019 sur la plateforme Hulu.
Son deuxième roman, Le théorème des Katherine (en) est finaliste du prix Michael L. Printz en 2007. Une adaptation cinématographique était en discussion mais l'accord ne s'est pas fait.
John Green collabore avec entre autres Maureen Johnson et Lauren Myracle pour le livre Flocons d’Amour en 2008, livre qui contient trois nouvelles interconnectées se situant dans la même petite ville la veille de Noël et durant une énorme tempête de neige. Le 27 novembre 2009, il se classe 10e de la liste des bestseller du New York Times, dans la catégorie romans pour enfants. Le livre est adapté en film par le réalisateur Luke Snellin sous le même nom, Flocons d’Amour.
Le troisième roman de John Green, La Face cachée de Margo est publié le 16 octobre 2008. Il se classe immédiatement à la 5e position des bestsellers du New York Times, catégorie romans pour enfants, et reçoit en 2009 le prix Edgar-Allan-Poe pour le meilleur roman pour adolescents, et en 2010 le prix de littérature Corine. Les droits cinématographiques sont achetés par Mandate Picture, l’auteur est engagé afin de rédiger le scénario, mais le projet est finalement abandonné. Mais ils sont revenus sur la question, et un film voit le jour en 2015 avec Nat Wolff et Cara Delevingne.
Il collabore avec son ami David Levithan sur le livre Will & Will, qui est publié le 6 avril 2010. Will & Will reçoit plusieurs prix, y compris un Stonewall Book Award en 2011 dans la catégorie littérature pour enfants et jeunes adultes et un Odyssey Award.
En août 2009, Green confirme qu'il est en train d'écrire un nouveau livre, La Suite (The Sequel), dont la parution est prévue pour 2011. Lors d'un show sur BlogTV, il annonce qu'il a laissé tomber La Suite.
Son cinquième roman, Nos étoiles contraires, est officiellement annoncé le 28 juin 2011, avec une date de parution prévue pour le 12 janvier 2012. Il est un temps classé à la 2e position des bestsellers du New York Times, dans la catégorie romans pour jeunes adultes. Lors d'une de ses vidéos sur Youtube, John explique que plusieurs parties de La Suite avaient été retravaillées dans Nos étoiles contraires. Le roman obtient le prix jeunesse des libraires du Québec 2014. Il est adapté en film en 2014 avec Shailene Woodley et Ansel Elgort. En France, le livre paru en février 2013 se vend à 158.000 exemplaires. Lors de la sortie du film, le nombre d'exemplaires vendus est plus que doublé avec 390.000 ventes.
Son ouvrage Tortues à l'infini est publié en octobre 2017. Une adaptation de ce livre intitulée Turtles All the Way Down, dirigé par Hannah Marks, sort en 2024.
Il sort son essai Bienvenue dans l'Anthropocène en 2021, sorti en français en janvier 2022.

### Blogueur

#### Brotherhood 2.0
John Green et son frère Hank ont dirigé un projet de vlog appelé Brotherhood 2.0. Le projet original a duré du 1er janvier au 31 décembre 2007, avec l'idée que les deux frères cesseraient toute communication écrite pendant une année, et communiquant uniquement par le biais de vlogs, rendus disponibles au public grâce à YouTube (où ils sont désormais connus sous le nom de « Vlogbrothers », les frères vlogueurs) et sur leur site : Brotherhood 2.0.

#### Vlogbrothers
Dans leur vidéo du 31 décembre 2007, les frères révélèrent leurs décisions de continuer les vlogs bien que le projet soit terminé. Suivant la fin de Brotherhood 2.0, un site internet fut créé pour leurs fans.
Leurs vlogs contiennent certains éléments récurrents :
- les « Nerdfighters », le nom officiel du groupe fondé par les deux frères et leur public ; la communauté entière est régulièrement désignée sous le nom « Nerdfighteria » ;
- les Decepticon, l’ennemi du Nerdfighter ;
- les chansons écrites par Hank, souvent postées les vendredi ;
- le « Yéti », surnom attribué à la femme de John, Sarah. Celle- ci n’est jamais apparue dans les vidéos, contrairement à la femme de Hank, Katherine ;
- les membres publiant des commentaires cruels, appelés « les Calamars Géants de Haine » (« giant Squids of anger ») ;
- « In Your/my pants » (« dans ton/mon pantalon »), terme créé par l’auteur Maureen Johnson, leur théorie étant que cette expression peut être mise à la suite de n’importe quel nom de livre, le résultat étant toujours hilarant.

Le duo crée également un projet adjacent à Vlogbrothers appelé Vrai ou échec (Truth or Fail), un jeu souvent présenté par Hank ou par d'autres invités.
Le 21 janvier 2010, John Green prend un « congé paternité » et la « sœur secrète », et auteur reconnue, Maureen Johnson fait des vidéos à sa place jusqu'au 10 février 2010. La seule apparition de John durant cette période est le 28 janvier quand il fait la lecture du livre de J.D. Salinger, L'Attrape-cœurs en tant qu'hommage à l'auteur, Miles, le narrateur de Qui es-tu Alaska ?, est fréquemment comparé au narrateur de L'Attrape-cœurs, Holden Caulfield.
John présente son fils Henry Green lors de son retour dans les vidéos le 15 février 2010.
En 2012, John Green et son frère commencent une série de courtes vidéos éducatives nommées Crash Course avec le concours d'une équipe de graphistes, où John enseigne l'histoire mondiale et son frère la biologie.

### Vie privée
Green vit à Indianapolis dans l'Indiana avec sa femme Sarah, leurs deux enfants Henry et Alice, et son chien : un Westie appelé Willie.
En février 2013, durant un Google Hangout avec le président Obama, Sarah et John ont demandé comment prénommer leur fille, Alice ou Eleanor, mais le Président a refusé de choisir. En juin 2013 il annonce la naissance de Alice Green.

## Œuvres

### Livres
- Qui es-tu Alaska ?, Gallimard, 2007 ((en) Looking for Alaska, 2005)  (ISBN 2-0705-7799-6)Prix Michael L. Printz 2006
- Le Théorème des Katherine, Nathan, 2011 ((en) An Abundance of Katherines, 2006)  (ISBN 2-0925-3709-1)
- La Face cachée de Margo, Gallimard, 2009 ((en) Paper Towns, 2008)  (ISBN 2-0706-2243-6)
- Flocons d'amour, Hachette, 2010 ((en) Let It Snow: Three Holiday Romances, 2008)  (ISBN 2012035108)Écrit avec Maureen Johnson et Lauren Myracle.
- Will et Will, Gallimard, 2011 ((en) Will Grayson, Will Grayson, 2010)  (ISBN 2-0706-3252-0)Écrit avec David Levithan.
- Nos étoiles contraires, Nathan, 2013 ((en) The Fault in Our Stars, 2012)  (ISBN 2-0925-4303-2)Prix jeunesse des libraires du Québec 2014[16] ; prix des Incorruptibles 2015 (niveau troisième et seconde)[24]
- Tortues à l'infini, Gallimard, 2017 ((en) Turtles All the Way Down, 2017)  (ISBN 2-07509-7445)

### Essai
- Bienvenue dans l'anthropocène : chroniques sensibles des choses humaines (en) (en) The Anthropocene Reviewed: Essays on a Human-Centered Planet, Dutton, 2021, 304 p.  (ISBN 978-2-07-515795-7)[25]

- (en) Everything Is Tuberculosis: The History and Persistence of Our Deadliest Infection, 2025

### Nouvelles
- The Approximate Cost of Loving Caroline (partie de Twice Told: Original Stories Inspired by Original Artwork par Scott Hunt) (2006)
- The Great American Morp (partie de The 21 Proms anthology dirigé par David Levithan and Daniel Ehrenhaft) (2007)
- Freak the Geek (partie de Geektastic: Stories from the Nerd Herd) (2009)
- Reasons (partie de What You Wish For) (2011)

## Adaptation de ses œuvres

### Au cinéma
- 2014 : Nos étoiles contraires, d'après le roman éponyme, film américain réalisé par Josh Boone[26].
- 2015 : La Face cachée de Margo, d'après le roman éponyme, film romantique américain réalisé par Jake Schreier[2].
- 2019 : Flocons d'amour, d’après le roman éponyme, film américain réalisé par Luke Snellin (en).
- 2024 : Turtles All the Way Down de Hannah Marks

### À la télévision
- 2020 : Looking for Alaska, d’après le roman éponyme, série américaine créée par Josh Schwartz.